# Maarten van der Grinten
Maarten van der Grinten (Geleen, 19 december 1963) is een Nederlandse jazzgitarist en -componist. 
Hij is onder andere bekend van de bands DIG d'DIZ en Dirindi, als duo met Jesse van Ruller en in het Van der Grinten-Herman Quartet met Benjamin Herman. 
Toen Maarten van der Grinten 9 jaar was begon hij met drums, op 12-jarige leeftijd koos hij voor gitaar. Maarten van der Grinten studeerde als gitarist in 1987 cum laude af aan het Hilversums Conservatorium bij Wim Overgaauw. In 1988 verwierf hij een beurs voor een vervolgstudie aan de Manhattan School of Music in New York. Daar bekwaamde hij zich meer in compositie. Hij is werkzaam aan het Conservatorium van Amsterdam, waar hij Anton Goudsmit tot zijn leerlingen mocht rekenen.